# Liste der Biografien/Fischer, G
Liste der Biografien |
Portal Biografien |
G Personensuche
# |
A |
B |
C |
D |
E |
F |
G |
H |
I |
J |
K |
L |
M |
N |
O |
P |
Q |
R |
S |
T |
U |
V |
W |
X |
Y |
Z |
?
 
Fa |
Fe |
Ff |
Fh |
Fi |
Fj |
Fk |
Fl |
Fm |
Fn |
Fo |
Fr |
Ft |
Fu |
Fy
 
Fia |
Fib |
Fic |
Fid |
Fie |
Fif |
Fig |
Fih |
Fii |
Fij |
Fik |
Fil |
Fim |
Fin |
Fio |
Fip |
Fiq |
Fir |
Fis |
Fit |
Fiu |
Fiv |
Fix |
Fiz
 
Fisa |
Fisb |
Fisc |
Fise |
Fish |
Fisi |
Fisk |
Fisl |
Fism |
Fiso |
Fisq |
Fiss |
Fist |
Fisu |
Fisz
 
Fisce |
Fisch |
Fiscu
 
Fischa |
Fischb |
Fischd |
Fische |
Fischg |
Fischh |
Fischi |
Fischl |
Fischm |
Fischn |
Fischo |
Fischt
 
Fisched |
Fischel |
Fischen |
Fischer |
Fischet
 
Fischer, A |
Fischer, B |
Fischer, C |
Fischer, D |
Fischer, E |
Fischer, F |
Fischer, G |
Fischer, H |
Fischer, I |
Fischer, J |
Fischer, K |
Fischer, L |
Fischer, M |
Fischer, N |
Fischer, O |
Fischer, P |
Fischer, R |
Fischer, S |
Fischer, T |
Fischer, U |
Fischer, V |
Fischer, W |
Fischer, X |
Fischer, Y |
Fischer, Z |
Fischera |
Fischerk |
Fischerm |
Fischern |
Fischero
Die Liste der Biografien führt alle Personen auf, die in der deutschsprachigen Wikipedia einen Artikel haben. Dieses ist eine Teilliste mit 74 Einträgen von Personen, deren Namen mit den Buchstaben „Fischer, G“ beginnt.

## Fischer, G

### Fischer, Ga
- Fischer, Gabriele (* 1953), deutsche Journalistin
- Fischer, Gabriele (* 1968), österreichische Politikerin (Grüne), Landtagsabgeordnete
- Fischer, Gaby, deutsche Schauspielerin
- Fischer, Gall († 1530), Anhänger der Täuferbewegung, Chiliast

### Fischer, Ge
- Fischer, Georg (1444–1519), Benediktiner, Abt des Klosters Zwiefalten und der Reichenau
- Fischer, Georg (1804–1888), Schweizer Unternehmer
- Fischer, Georg (1834–1887), Schweizer Unternehmer in Schaffhausen
- Fischer, Georg (1836–1921), deutscher Mediziner und Musikschriftsteller
- Fischer, Georg (1864–1925), Schweizer Unternehmer
- Fischer, Georg (1888–1963), deutscher Politiker (SPD), MdL
- Fischer, Georg (1899–1984), deutscher Geologe, Mineraloge sowie Hochschullehrer
- Fischer, Georg (1906–1980), deutscher Politiker (KPD, UAPD, SPD) und bayerischer Staatssekretär
- Fischer, Georg (* 1954), österreichischer römisch-katholischer Priester und Theologe
- Fischer, Georg (* 1960), deutscher Biathlet und Skilangläufer
- Fischer, Georg Friedrich von (1767–1841), württembergischer Politiker
- Fischer, Georg Leonhard (1881–1933), deutscher Lehrer und Heimatdichter
- Fischer, Georg Michael (* 1980), deutscher Filmeditor
- Fischer, Georges (1935–2007), Schweizer Ökonom und Hochschulrektor der Universität St. Gallen
- Fischer, Gerd (* 1939), deutscher Mathematiker
- Fischer, Gerd (1943–2017), deutscher Kabarettist, Opernsänger, Musiker und Musiklehrer
- Fischer, Gerd (* 1970), deutscher Autor
- Fischer, Gerfried (* 1940), deutscher Rechtswissenschaftler
- Fischer, Gerhard (1899–1988), US-amerikanischer Unternehmer deutscher Herkunft
- Fischer, Gerhard (1908–1994), deutscher Kommunalpolitiker
- Fischer, Gerhard (1921–2006), deutscher Diplomat und Botschafter
- Fischer, Gerhard (1925–2003), deutscher Journalist und LDPD-Funktionär
- Fischer, Gerhard (1930–2013), deutscher Politiker (CDU der DDR)
- Fischer, Gerhard (1936–2011), deutscher Politiker (SPD), MdBB
- Fischer, Gerhard (* 1951), österreichischer Künstler
- Fischer, Gerhard (* 1951), Schweizer Politiker
- Fischer, Gerhard August (1833–1906), deutscher Architekt
- Fischer, Gerhard H. (* 1938), österreichischer Psychologe
- Fischer, Gernot (* 1937), deutscher Verwaltungsjurist, Politiker (SPD), MdB und Oberbürgermeister von Worms
- Fischer, Gero (* 1943), deutscher Jurist, Vorsitzender Richter am Bundesgerichtshof
- Fischer, Gero (* 1944), österreichischer Slawist
- Fischer, Gerold (1957–1990), deutscher Motorradrennfahrer
- Fischer, Geza Stephan (* 1952), deutscher Musikproduzent

### Fischer, Gi
- Fischer, Gisela, österreichische Theaterschauspielerin
- Fischer, Gisela (1929–2014), deutsche Schauspielerin
- Fischer, Gisela (* 1938), deutsche Ärztin und ehemalige Lehrstuhlinhaberin für Allgemeinmedizin an der Medizinischen Hochschule Hannover

### Fischer, Go
- Fischer, Gottfried (1924–2009), deutscher Organist, Kantor, Kirchenmusikdirektor
- Fischer, Gottfried (1927–1999), deutscher Diplomat
- Fischer, Gottfried (1944–2013), deutscher Psychotherapeut und Psychoanalytiker
- Fischer, Gottfried (* 1953), österreichischer Sprachwissenschaftler
- Fischer, Gotthilf (1928–2020), deutscher ChorleiterGotthilf Fischer (1928–2020)

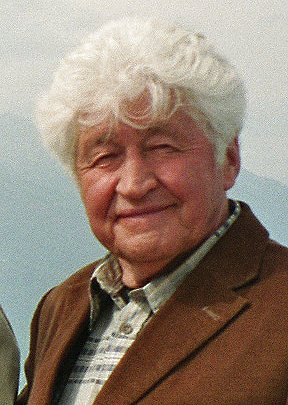
Gotthilf Fischer (1928–2020)

- Fischer, Gottlieb (1736–1797), Schweizer Magistratsperson
- Fischer, Gottlieb (1867–1926), württembergischer Landtagsabgeordneter
- Fischer, Gottlieb (1867–1962), Schweizer Dramatiker
- Fischer, Gottlob Christoph Jacob (1829–1905), deutscher Bildhauer, Historien- und Porträtmaler sowie Lithograf
- Fischer, Gottlob Nathanael (1748–1800), deutscher Pädagoge und Theologe

### Fischer, Gr
- Fischer, Gregor (* 1834), liechtensteinischer Politiker
- Fischer, Greta (1910–1988), israelische Pädagogin
- Fischer, Grete (1893–1977), österreichisch-britische Journalistin, Autorin, Übersetzerin und Pädagogin
- Fischer, Grete (1922–1993), deutsche Schriftstellerin und ausgebildete Säuglingsschwester
- Fischer, Gretl Keren (1919–2013), tschechoslowakisch-kanadische Schriftstellerin, Theaterstückautorin, Literaturkritikerin und Universitätslehrerin jüdischen Ursprungs

### Fischer, Gu
- Fischer, Guido (1877–1959), deutscher Zahnarzt und Hochschullehrer
- Fischer, Guido (1899–1983), deutscher Wirtschaftswissenschaftler
- Fischer, Guido (1901–1972), Schweizer Maler, Zeichner, Grafiker und Glasmaler
- Fischer, Gunnar (1910–2011), schwedischer Kameramann
- Fischer, Günter (* 1941), deutscher Politiker (SPD), MdL
- Fischer, Gunter S. (* 1943), deutscher Biochemiker
- Fischer, Günther (* 1924), deutscher Polizist, Generalmajor der Deutschen Volkspolizei
- Fischer, Günther (* 1944), deutscher Jazzpianist, Holzbläser, Bandleader und KomponistGünther Fischer (* 1944)

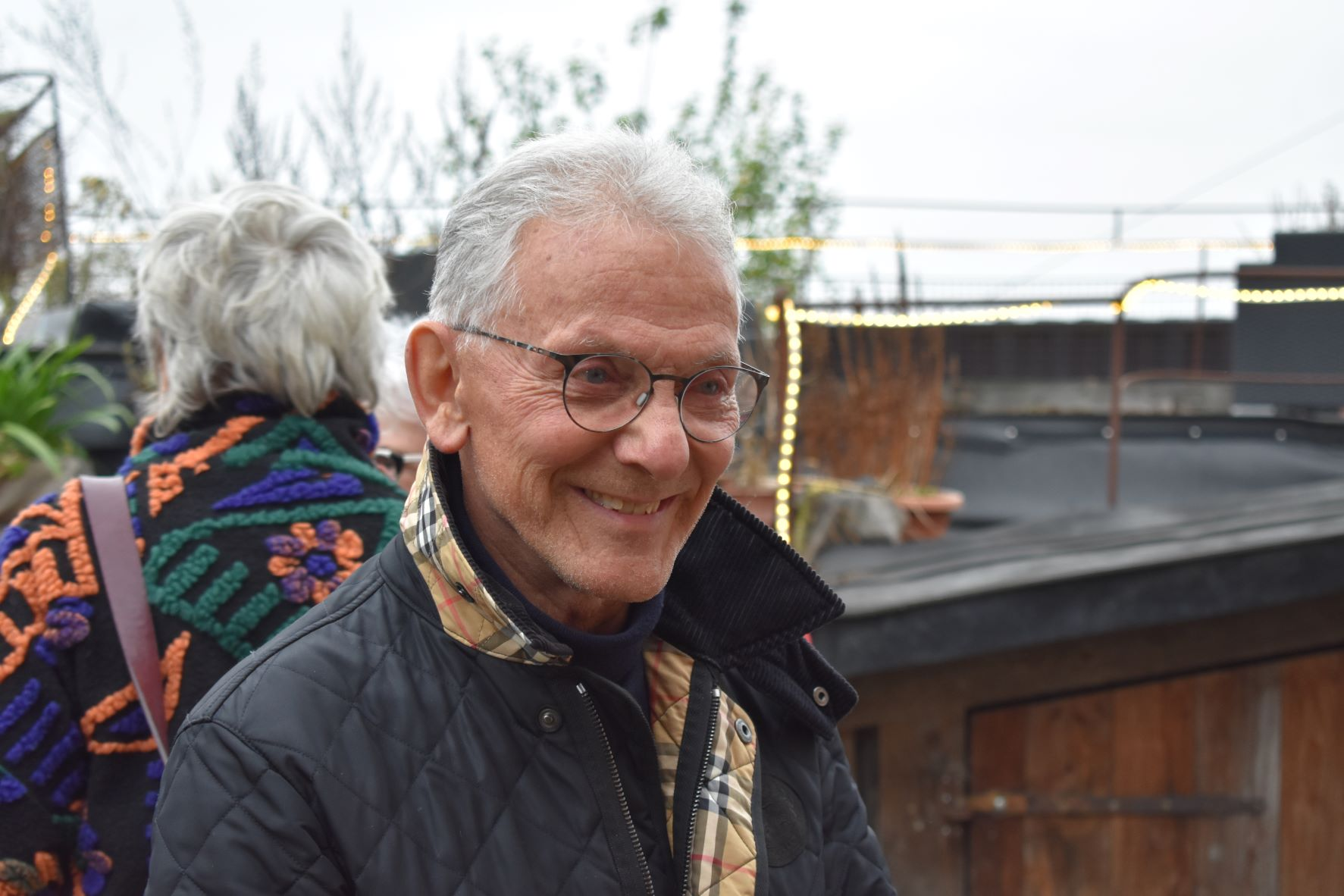
Günther Fischer (* 1944)

- Fischer, Günther (* 1950), deutscher Architekt, Stadtplaner, Architekturtheoretiker und Hochschullehrer
- Fischer, Guntram (1908–2000), deutscher Jurist, Richter und Hochschullehrer
- Fischer, Gustav (1803–1868), deutscher Staatswissenschaftler und Abgeordneter, MdFN
- Fischer, Gustav (1845–1910), deutscher Verleger und Buchhändler
- Fischer, Gustav (1850–1939), deutscher Fabrikant
- Fischer, Gustav (1870–1963), deutscher Landtechniker
- Fischer, Gustav (1915–1990), Schweizer Dressurreiter
- Fischer, Gustav Adolf (1848–1886), deutscher Afrikaforscher
- Fischer, Gustav Adolf (1866–1925), deutscher Politiker (SPD), MdR
- Fischer, Gustav Richard (1862–1921), deutscher Unternehmer und Industrieller
- Fischer, Gustav Theodor (1841–1916), deutscher Theaterschauspieler und Regisseur